# Ribeira de São João (Calheta)
A Ribeira de São João é um curso de água localizado na freguesia da Santo Antão, concelho da Calheta, ilha de São Jorge, arquipélago dos Açores, Portugal.
Este curso de água tem origem a uma cota de cerca de 800 m nos contrafortes montanhosos do Complexo Vulcânico do Topo, designadamente no Pico das Pedras Brancas e no Pico de São João. Procede à drenagem de uma bacia hidrográfica que engloba os contrafortes desta elevação, do Loural e também parte da localidade dos Grotões e Canada dos Bosque.
Desagua no Oceano Atlântico precipitando-se por entre uma falésia que ronda os 300 m de altura entre a Fajã de Além e a Fajã de São João, frente à Baía da Areia, na já referida Fajã de São João.